# Pinchas Rosen
Pinchas Rosen (hebrejsky: פנחס רוזן, narozen jako Felix Rosenblüth; 1. května 1887 – 3. května 1978) byl izraelský politik a státník a vůbec první izraelský ministr spravedlnosti, který tuto funkci zastával celkem ve třech funkčních obdobích v letech 1948–51, 1952–56 a 1958–61. V 60. letech byl rovněž předsedou Nezávislých liberálů.

## Biografie
Rosen se narodil v německém Berlíně. Studoval právo na univerzitách v Berlíně a Freiburgu, kde promoval v roce 1908 a později sloužil v německé armádě za první světové války. Vždy byl aktivní v sionistických kruzích, v letech 1920 až 1923 byl předsedou sionistické federace v Německu. V roce 1926 podnikl aliju do mandátní Palestiny, kde působil jako právník a pomáhal vytvořit Středoevropskou asociaci imigrantů.

### Politická kariéra
V roce 1942 založil stranu Nová alija, za kterou byl v roce 1944 zvolen do Asifat ha-nivcharim. V roce 1948 byl jedním ze signatářů izraelské deklarace nezávislosti, kterou pomáhal sepsat.
Ze strany Nová alija se vyvinula Progresivní strana, za níž byl Rosen zvolen poslancem Knesetu ve volbách v roce 1949. Progresivní strana vytvořila vládní koalici společně se stranou Mapaj Davida Ben Guriona a Rosen se stal prvním izraelským ministrem spravedlnosti, úřadu, který mu přinesl velkou reputaci za jeho intelekt a poctivost.
Po krizi ve školství, Ben Gurionově rezignaci a neúspěšném pokusu o sestavení vlády byl Rosen 19. října 1950 prezidentem Chajimem Weizmannem pověřen sestavením nové vlády, což se mu však nakonec nepovedlo. Svou ministerskou funkci si udržel i po volbách v roce 1951, 1955 a 1959. Krátce po volbách v roce 1959 Progresivní strana společně se Všeobecnými sionisty vytvořila Liberální stranu.
Nově vzniklá strana získala ve volbách v roce 1961 třetí největší počet mandátů, avšak nebyla přizvána do vládní koalice a Rosen tak přišel o svůj ministerský post. S cílem sjednotit opozici proti hegemonii Mapaje v izraelské politice se Liberální strana spojila s Cherutem a vytvořila Gachal. Rosen však z tohoto sloučení nadšený nebyl a společně s dalšími sedmi poslanci založil stranu Nezávislí liberálové. Do Knesetu byl znovu zvolen ve volbách v roce 1965, ale rezignoval 23. prosince 1968 a odešel z politiky. Jeho odchod z politické scény byl jedním izraelským deníkem komentován slovy „konec aristokracie“, v jiném pak komiksem s popiskem „Další chanukový zázrak!… poslanec rezignuje kvůli věku.“
Rosen byl dlouholetý přítel Davida Ben Guriona, který se s ním však rozešel po Lavonově aféře. Lavonova aféra byla nevydařená izraelská sabotážní operace v Egyptě, po jejímž vypuknutí se Rosen postavil na stranu Lavona, který byl obviněn z organizování mise. Kvůli Rosenově postoji s ním Ben Gurion již nikdy nepromluvil.
Po smrti v květnu 1978 mu byl vystrojen státní pohřeb.

### Rodina
Rosen byl třikrát ženatý, poprvé s Annie Lesserovou, se kterou měl dvě děti, Hanse a Dinu, jenž se společně s matkou usadili v roce 1933 v Londýně, a které Rosen pravidelně navštěvoval až do své smrti. V roce 1935 se podruhé oženil s Hadasou Calvari, se kterou měl dceru Rivku, která zemřela v roce 1942 ve věku sedmi let. Jeho žena Hadasa zemřela o tři roky později na rakovinu. V roce 1950 se oženil s Johanou Rosenfeldovou, která rovněž zemřela dříve než on. Sňatkem s druhou a třetí manželkou vyženil čtyři nevlastní syny.

## Ocenění
V roce 1973 byla Rosenovi udělena Izraelská cena v oboru právnictví.